# Караимоведение
Караимоведение (польск. Karaimoznawstwo) — наука о караимском этносе, его языке, культуре, литературе, истории.

## Караимоведение в Польше
Началом истории караимоведения в Польше считается публикация в 1807 в Вильнюсе «Трактата и евреях и караимах» Тадеуша Чацкого. В настоящее время исследования ведутся в Отделе гебраистики, арамеистики и караимоведения на кафедре Азиатских исследований Познанского университета им. Адама Мицкевича. Большой вклад в изучение караимов вносят энтузиасты из Союза польских караимов.

## Караимоведение в Крыму
Караимоведение в Крыму имеет многолетнюю традицию, благодаря энтузиазму любителей истории караимского происхождения.
Одним из основателей караимоведения в Крыму является Семи́та Исаа́ковна Кушу́ль (1906—1996), удостоенная за выдающиеся заслуги в области караимоведения премии им. И. И. Казаса, присуждаемой крымским фондом культуры.
В своих работах она непримиримо защищала тюркскую теорию происхождения караимов резко критикуя сторонников других теорий среди профессиональных историков,  включая самого И. И. Казаса.
В настоящее время традиции С. И. Кушуль продолжаются и развиваются в Научном центре Ассоциации крымских каримов под руководством Юрия Александровича Полканова.
Международным институтом крымских караимов издаются международные ежеквартальные журналы «Caraimica» и «Караимское наследие».

## Караимоведы
- Дубиньский, Александр
- Зайончковский, Ананий Ахиезерович
- Ковальский, Тадеуш
- Кушуль, Семита Исааковна
- Лебедева, Эмилия Исаковна
- Мардкович, Александр Маркович
- Прик, Ольга Яковлевна
- Шапшал, Сергей Маркович
- Янковский, Генрик
- Немет, Михаил